# Tarquinia
Tarquinia (italienska: [tarˈkwiːnja]), (innan 1922 Corneto Tarquinia, är en stad och kommun i provinsen Viterbo, Lazio, Italien. Kommunen hade 16 240 invånare (2018).

## Historia

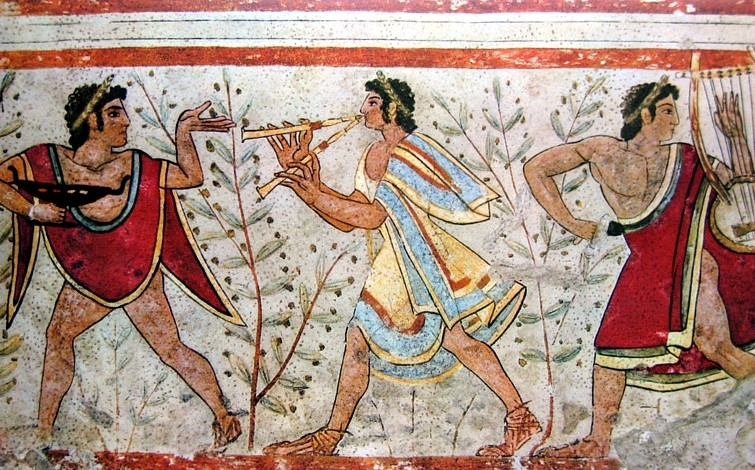
Väggmålning i Tomba dei Leopardi (Leopardernas grav) i Monterozzi.

De tidigaste arkeologiska fynden härstammar från 800-talet f.Kr. då området beboddes av etrusker. Nära staden finns nekropolen – begravningsplatsen – Monterozzi med cirka 6 000 gravstenar uthuggna ur klippväggen. Av dessa är 200 dekorerade med färgrika väggmålningar. Platsen är sedan 2004 ett världsarv.
Från 600–500-talen f.Kr. styrdes Rom av kungar vilkas namn, Tarquinius, avslöjade att de härstammade från Tarquinia (dåvarande namn Tarquinii).